# Поташе
Поташе (пол. Potasze, нім. Heinrichsfelde) — село в Польщі, у гміні Червонак Познанського повіту Великопольського воєводства.
У 1975-1998 роках село належало до Познанського воєводства.